# Depot I von Žatec
Das Depot I von Žatec (auch Hortfund I von Žatec) ist ein Depotfund der frühbronzezeitlichen Aunjetitzer Kultur aus Žatec im Ústecký kraj, Tschechien. Es datiert in die Zeit zwischen 2000 und 1800 v. Chr. Das Depot befindet sich heute im Museum von Žatec.

## Fundgeschichte
Das Depot wurde 1927 bei Erdarbeiten in einer Sandgrube entdeckt. Es lag in einer Tiefe von 0,5 m auf einer Schotterschicht. Die genaue Fundstelle ist unbekannt. In Žatec wurde 1907 noch ein weiteres Depot der Aunjetitzer Kultur gefunden. Aus der Umgebung des Orts stammen außerdem Einzelfunde von weiteren Bronzegegenständen.

## Zusammensetzung
Das Depot besteht aus sechs Bronzegegenständen: zwei Armspiralen, zwei Ösenhalsringe und zwei Randleistenbeile mit dreieckigem Nacken.